# Иван Пирис
Иван Родриго Пирис Легуизамон (на испански: Iván Rodrigo Piris Leguizamón) е парагвайски футболист, защитник.

## Кариера
Пирис започва кариерата си в Серо Портеньо. На 19 юли 2011 г. бразилския Сао Пауло закупува част от правата му, а останалите са взети от Депортиво Малдонадо. Играе под наем за Сао Пауло до края на сезона.
На 1 август 2012 г. Рома плаща 700.000 € за негов наем с опция за закупуване за 4 млн. € след края на сезона.